# 李婉賢
李婉賢（英語：Lee Yuen Yin，1989年7月16日—），香港女子賽艇運動員。胞姊李嘉文同為划艇運動員及香港賽艇隊代表。

## 簡歷
李婉賢在中五畢業後加入香港划艇隊，專注雙人艇及四人艇，與姊姊李嘉文成為了隊友兼體院宿舍的同房。
自2014年仁川亞運會後，一直主攻單人艇項目的李嘉文毅然轉項，與李婉賢搭檔出戰女子輕量級雙人艇項目。
2015年9月，李婉賢和李嘉文在北京舉行的第16屆亞洲賽艇錦標賽中，先後贏得雙人雙槳艇（公開組）亞軍和輕量級雙人雙槳艇季軍。
2016年4月25日，李婉賢和李嘉文在南韓舉行的亞洲及太平洋奧運資格賽女子輕量級雙人雙槳艇賽事中，以0.19秒之差得第四名，僅僅錯失參加奧運的資格。然而，根據新規例，同時取得女子單人及雙人奧運資格的南韓及越南隊，都必須放棄其中一個項目；由於亞軍南韓隊在5月6日宣佈放棄資格，該奧運席位由李氏姐妹補上。

### 出戰里約奧運會
2016年8月，李婉賢和李嘉文代表香港出戰在巴西里約熱內盧舉行的奧林匹克運動會女子輕量級雙人雙槳比賽。她們在初賽以7分29秒87完賽，跌入復活賽；在復活賽中，她們做出8分20秒96，小組得第6名，總成績排第11名，落入準決賽C/D組；她們在名次賽以7分46秒85小組排名第4，以總排名第16位完成所有賽事。